# Fumiko Ezaki
Fumiko Ezaki oder Fumiko Esaki (jap. 江崎史子, Ezaki Fumiko; * 27. September 1971) ist eine ehemalige japanische Judoka, die dreimal Weltmeisterschaftszweite war.

## Sportliche Karriere
Kurz nach ihrem 15. Geburtstag erreichte Fumniko Ezaki bei den Judo-Weltmeisterschaften 1986 in Maastricht das Finale in der Gewichtsklasse bis 48 kg. Dabei besiegte sie die Australierin Julie Reardon, die Französin Fabienne Boffin und die Spanierin Dolores Veguillas. Im Finale unterlag sie der Britin Karin Briggs und erhielt die Silbermedaille. Mit 15 Jahren und 29 Tagen war sie die jüngste Medaillengewinnerin bei Judo-Weltmeisterschaften. Im Jahr darauf schlug sie bei den Weltmeisterschaften in Essen die Brasilianerin Monica Angelucci, Chou Yu-Ping aus Taiwan und die Kanadierin Lyne Poirier und erreichte erneut das Finale. Dort unterlag sie der Chinesin Li Zhongyun.
Bei den Olympischen Spielen 1988 in Seoul wurden Judo-Wettbewerbe für Frauen im Rahmen der Demonstrationswettbewerbe angeboten. Fumiko Ezaki bezwang die Ägypterin Rehab Mahmoud El Gafy und die Südkoreanerin Cho Min-sun, im Finale unterlag sie Li Zhongyun durch eine kleine Wertung (koka). 1989 unterlag sie beim Weltcupturnier in Paris im Finale der Französin Cécile Nowak. Bei den Weltmeisterschaften in Belgrad siegte sie im Viertelfinale über die Finnin Marjo Vilhola und im Halbfinale über die Niederländerin Jessica Gal, im Finale unterlag sie Karen Briggs. Im Jahr darauf erreichte sie bei den Asienspielen 1990 in Peking zum fünften Mal in Folge das Finale beim Saisonhöhepunkt und gewann den Titel durch einen Sieg über die Chinesin Li Aiyue. Fumiko Ezaki war noch bis 1992 aktiv, für internationale Meisterschaften konnte sie sich gegen Ryōko Tamura nicht mehr qualifizieren.